# La Immaculada de Casa Sobirana
La Immaculada de Casa Sobirana és la capella particular de Casa Sobirana, al poble d'Altron, en el terme municipal de Sort, de la comarca del Pallars Sobirà. Pertanyia a l'antic municipi d'Altron.
Es troba en el mateix nucli de població, dins de les dependències de Casa Sobirana.
És una petita capella particular; de fet, és una cambra més de la casa.